# Морозова, Мария Михайловна
Мари́я Миха́йловна Моро́зова, в замужестве Фи́длер, (15 января 1904, Москва — 29 ноября 1964, Бостон) — пианистка. Младшая дочь известных московских купцов-меценатов М. А. Морозова и М. К. Морозовой, сестра М. М. Морозова. Деятель русской эмиграции первой волны.

## Биография

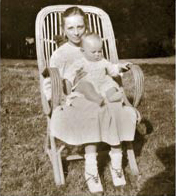
Малолетняя Маруся на коленях у Лели — старшей сестры Елены

Мария Михайловна Морозова родилась в богатой семье московского промышленника и коллекционера Михаила Абрамовича Морозова и Маргариты Кирилловны Морозовой, хозяйки известного литературно-музыкального салона. Отец умер в начале октября 1903 года, не дожив до рождения последней дочери трёх месяцев. Как и все прочие дети Морозовых, Мария (в семье её звали Марусей) получила хорошее образование. Но как вспоминала её мать, поскольку Мария была младшей и любимой наряду с сыном Микой (Михаил Михайлович Морозов), их воспитанию уделялось первостепенное внимание: «Старшие были лишены моей материнской любви. Разве это не страдание для меня, что я вижу и понимаю… что оттого они такие неразвитые душой, что я не дала им своей настоящей души! Только Мика один и Маруся, конечно, составляют нечто светлое для моей души и успокаивают её», — писала М. К. Морозова Евгению Трубецкому.
Мы все живы и здоровы. Пока ещё никто не приходил; (ты понимаешь кто!) у всех нас очень хорошее настроение, но плохая погода приводит нас в уныние, так как нельзя ни гулять ни играть в Tennis.

Я почти выучила Rondo Bethoven'a у(и?) уже знаю двумя руками наизусть половину Баха.

Хочу как следует приняться за работу. До Твоего приезда мне надо знать. Wer(?)le: Les arpegio, Баха всего; Rondo все, 1 этюд Черни и ещё один этюд, (помнишь, тот, который я ещё разбирала).

Сегодня Иосиф купил масла, в 10 верстах от Малого Ярославца, не очень хорошее помоему оно смешано с салом,  но слава Богу, что и такое нашли.

Напишу Юре передай ему письмо.

Целую крепко, крепко

Любящая Тебя

Твоя Маруся… Все тебе кланяются. Соня Томара, Ирина Леля и Ма(?)я. Тебя крепко целуют
Мария закончила московскую частную женскую гимназию С. А. Арсеньевой. По настоянию матери Маргариты Кирилловны, стремившейся, но не сумевшей стать пианисткой, Мария регулярно упражнялась в игре на фортепиано. Её домашним музыкальным наставником была жена А. Н. Скрябина Вера Ивановна Скрябина, профессор Московской консерватории. После революции Мария поступила в Московскую консерваторию по классу рояля.
Вскоре после выпуска из консерватории, в 1927 году ей удалось выехать за границу с разрешения А. С. Енукидзе и при поддержке итальянского посла графа Гаэтано Манцони. В эмиграции Мария жила в Париже, Мюнхене, Берлине, повышая исполнительское мастерство у Ю. Э. Конюса и Артура Шнабеля. В Париже Мария Морозова познакомилась с Александром Александровичем Фидлером — сыном бывшего директора московской Фидлеровской гимназии А. А. Фидлера-старшего, и вышла за него замуж. Фидлер служил офицером в Добровольческой армии А. И. Деникина. Во время эмиграции окончил Политехникум в Швейцарии, где и работал инженером до встречи с Марией Михайловной.
По словам Н. Ю. Семёновой, — биографа Морозовой, Мария буквально боготворила Авеля Енукидзе за его помощь с эмиграцией из Советского Союза. В её воспоминаниях написано, что Енукидзе сказал на прощанье: «Деточка, обещай мне, что закажешь заупокойную службу по мне, когда услышишь, что меня убили». Через десять лет, 16 декабря 1937 года Морозова-Фидлер играла фортепианный концерт в Берлине. На следующий день А. А. Фидлер отправился за газетными рецензиями, но первое, что он увидел в газетах, были сообщения о расстреле в Москве репрессированного А. С. Енукидзе (Енукидзе был расстрелян ещё 30 октября в одной группе с рядом известных большевиков и партийцев по формальным приговорам ВКВС СССР). «Молитву за упокой души убиенного Авеля в Русской церкви на Находштрассе прочёл отец Иоанн, будущий епископ Сан-Францисский».
Во Вторую мировую войну семья покинула Германию и переехала в итальянский Тироль. После войны, в 1946 году Мария и Александр покинули Европу и отправились в Бразилию, где находились до 1954 года. В Европу они больше не вернулись. После того, как в Рио-де-Жанейро А. А. Фидлер умер, Мария эмигрировала в США, где первое время преподавала музыку в Нью-Йорке, затем работала преподавателем русского языка в Индианском университете в Блумингтоне, штат Индиана, в течение трёх лет преподавала русский язык в Дартмутском колледже города Гановер, штат Нью-Гэмпшир, а после в Бостонском колледже.
О периоде её берлинского пребывания известный философ Ф. А. Степун оставил следующие воспоминания:

Несколько лет тому назад я, не подозревая, что младшая дочь Маргариты Кирилловны живёт с мужем в Берлине, заметил её в числе своих слушателей на докладе о театрах Москвы. На следующий же день я зашёл к ней. На стене просторной комнаты — портрет работы Тропинина. На концертном рояле — пастернаковский набросок дирижирующего Никиша, за спиной дирижёра колонны и антресоли Благородного собрания, нынешнего Дома Советов <Дома Союзов>. Рядом с ним фотография Скрябина (хорошо знакомое по эстраде тонкое нервное лицо) и ещё несколько своих московских вещей — сиротствующих в Берлине мигов прошлого. Пьём чай, разговариваем обо всём сразу: Мария Михайловна, лицом и манерами очень напоминающая мать, говорит больше вздохами, восклицаниями, отрывочными вопросительными фразами, радостными кивками головы: «Ну, конечно… Мы с вами знаем…» Вспоминаем нашу Москву. В Марии Михайловне, слава Богу, нет и тени злостной эмигрантщины. Она и в советской Москве чувствует хоть и грешную, но всё же вечную Россию. После чая она садится за рояль и долго играет Скрябина, Метнера, Калинникова. В моей душе поднимается мучительная тоска. Странно, тоска — голод, а всё же она насыщает душу— Ф. А. Степун, «Бывшее и несбывшееся», Нью-Йорк. Изд-во им. Чехова 1956.
В течение всей своей жизни Мария Морозова состояла в переписке с оставшейся в Москве престарелой матерью Маргаритой Кирилловной и поддерживала её морально после смерти детей — Георгия, Елены и Михаила, — своих братьев и сестры. Перу Марии Морозовой принадлежит незаконченная работа о романе Андрея Белого «Серебряный голубь».
Мария Михайловна умерла в Бостонском генеральном госпитале от флебита, перешедшего в лейкемию, о чём в Нью-Йорке 9 декабря сообщила газета «Новое русское слово».